# بازيليكا سان بترونيو
بازيليكا سان بترونيو هي كنيسة رومانية كاثوليكية تقع في مدينة بولونيا، إيطاليا.